# 華冠グループ
華冠グループ（かかん-）とは、創価学会にある美容業の女子部の集まり。1969年（昭和44年）に発足。類似のグループとして、婦人部に華峯会がある。また、学会内部では、しばしば「華冠G」と略されて呼ばれる。

## 歴史
1969年（昭和44年）6月14日、美容師の女子部員500人で発足した。その後、エステティシャンやネイリストなど美容関係に従事する女子部員も対象としている。
華冠グループの原点になるのは、1978年（昭和53年）6月23日、池田大作会長（当時）と妻の香峯子が出席して、北海道の函館研修道場で行われた「華冠の碑」の起工式であった。これを受けて、同グループでは、この6月23日を「華冠グループ・華峯会　師弟原点の日」と定めて、記念日としている。

## ボランティア活動
主な活動は、無料で散髪をするボランティアである。